# Polycentropus holzenthali
Polycentropus holzenthali là một loài Trichoptera trong họ Polycentropodidae. Chúng phân bố ở vùng Tân nhiệt đới.